# Friesodielsia khoshooi
Friesodielsia khoshooi là loài thực vật có hoa thuộc họ Na. Loài này được Vasudeva Rao & Chakrab. mô tả khoa học đầu tiên năm 1985.